# Zhuzhou
Zhuzhou is een stadsprefectuur in het oosten van de zuidelijke provincie Hunan, Volksrepubliek China. De prefectuur telt 3.902.738 inwoners, waarvan 1.510.000 in de stad zelf. Met de steden Changsha en Xiangtan vormt het de metropool "Changzhutan".